# 1408 (película)
1408 es una película de terror estadounidense de 2007, dirigida por Mikael Håfström y basada en el cuento homónimo del escritor Stephen King. Fue protagonizada por John Cusack y Samuel L. Jackson. La película narra la historia de un escritor que es testigo de sucesos sobrenaturales en la habitación de un hotel en Nueva York.

## Argumento
Michael "Mike" Enslin (John Cusack) es un escritor escéptico cuyo último libro le ha llevado a varios hoteles presuntamente encantados. Enslin recibe una postal anónima del hotel Dolphin de Nueva York, la cual le advierte de que no debe entrar a la habitación 1408. El escritor llama al hotel para pedir la habitación, pero no está disponible para reservas. No obstante, Sam Farrell (Tony Shalhoub), agente de Enslin, le informa que según la ley, el hotel debe facilitarle la habitación mientras no esté ocupada.
Cuando Enslin llega al hotel es atendido por el administrador, Gerald Olin (Samuel L. Jackson), quien le pide que no entre a la habitación. Olin le informa de las muertes que han ocurrido en ese lugar, advirtiéndole que no durará más de una hora dentro. Sin embargo, Enslin decide seguir con su plan. Dentro de la habitación Enslin comienza a registrar sus comentarios en una grabadora. Minutos después el escritor es testigo de varios sucesos paranormales, los cuales son consideradas por él como «alucinaciones» producto del coñac que recibió de Olin. A medida que la situación comienza a empeorar, Enslin intenta salir de la habitación, pero sin resultados. Luego utiliza su portátil para comunicarse con su exesposa Lily (Mary McCormack), quien le dice que estará allá en unos minutos.
En ese momento, las situaciones se complican: el menú del desayuno empieza a cambiar de idioma cada vez que parpadea, se muestra un tallado en madera sobre un niño devorado por un lobo y los cuadros en la pared se transforman en perversiones desagradables haciendo que los pensamientos de Enslin se vuelvan incoherentes. Al darse cuenta de que no puede salir de la habitación y de que la única opción que tiene para salir es suicidarse, crea una bomba mólotov e incendia la habitación. Los bomberos llegan al mismo tiempo que Lily, logrando rescatar a Enslin. Mientras el escritor está en el hospital, le cuenta a Lily que vio a Katie, la hija fallecida de ambos, en la habitación, pero ella no le cree. Tras su recuperación, Enslin encuentra la grabadora que utilizó y ambos escuchan la cinta, la cual había registrado el encuentro entre Enslin y su hija.

### Final alternativo
Se filmó un segundo final para la película, luego de que el original fuese considerado demasiado «deprimente». Tras incendiar la habitación, Michael "Mike" Enslin (John Cusack) no consigue salir de ella y muere mientras ríe histéricamente en el suelo. En su funeral, donde es enterrado junto a su hija, Gerald Olin (Samuel L. Jackson) escucha la grabadora y descubre que Mike mantuvo una conversación con su hija fallecida: «Papá, ¿donde estás?» Asustado, mira por el retrovisor y ve el fantasma de Mike durante un segundo. Después, se ve al fantasma de Mike saliendo de la habitación 1408. La maldición se ha roto y Mike descansa en paz junto a su hija.

## Reparto
| Actor                   | Personaje     |
| ----------------------- | ------------- |
| John Cusack             | Mike Enslin   |
| Samuel L. Jackson       | Gerald Olin   |
| Mary McCormack          | Lily Enslin   |
| Tony Shalhoub           | Sam Farrell   |
| Len Cariou              | Padre de Mike |
| Jasmine Jessica Anthony | Katie Enslin  |
| Isiah Whitlock, Jr.     | Ingeniero     |
| Kim Thomson             | Recepcionista |
| Benny Urquidez          | Maniaco       |
| Andrew Lee Potts        | Jackson       |

## Producción
En noviembre de 2003, Dimension Films obtuvo los derechos del cuento 1408 escrito por Stephen King. El estudio contrató al guionista Matt Greenberg para adaptar la historia. Una de las primeras opciones para dirigir la cinta fue Eli Roth, sin embargo, abandonó el proyecto debido a su trabajo en la película Cabin Fever (2003). En octubre de 2005, Mikael Håfström fue elegido como el director de 1408, después de que el guion fuese reescrito por Scott Alexander y Larry Karaszewski. Según Håfström, una de las razones que lo llevó a aceptar el proyecto fue el mismo hotel utilizado como escenario y "el desafío de realizar una película con un solo personaje que domina la historia".
En marzo de 2006, el actor John Cusack fue contratado como protagonista de la cinta; un mes después se le unió Samuel L. Jackson. En julio del mismo año Kate Walsh se incorporó al reparto como la exesposa del personaje de Cusack, pero debió dejar su rol en agosto, debido a problemas con la grabación de la serie Grey's Anatomy. Finalmente fue reemplazada por la actriz Mary McCormack. Algunas escenas de la película fueron filmadas en el Hotel Roosevelt de Nueva York.

## Respuesta
Desde que fue estrenada el 22 de junio de 2007, 1408 ha recibido comentarios positivos. En el sitio web Rotten Tomatoes, posee un 78% de comentarios "frescos", porcentaje correspondiente a un total de 154. En Metacritic, la película tiene un promedio de 64/100, basado en 27 críticas.
James Berardinelli calificó a la película con tres estrellas de cuatro, nombrándola incluso "la mejor película de terror del año". También opinó positivamente sobre la actuación de Cusack como Mike Enslin. Comentó que la película era una experiencia nueva, ya que para asustar a la audiencia utilizaba elementos distintos a la sangre y el gore. Varios críticos creyeron que la cinta era superior a otras adaptaciones de libros escritos por Stephen King. Mick LaSalle del San Francisco Chronicle escribió una crítica positiva, describiendo a la cinta como "una buena adaptación de Stephen King, la cual mantiene el sentido del humor y punto de vista del autor". Además opinó que "asusta más que gran parte de las películas de terror existentes".
Sin embargo, algunos críticos pensaron que la película no cumplió las expectativas. Los comentarios de Wesley Morris del The Boston Globe estuvieron divididos, describiendo a 1408 como "un montón de consonantes, pero carente de vocales". Además la comparó con la película El resplandor , una adaptación similar de King, considerando que a 1408 le hacía falta "el terror y arquitectura dramática" de aquella cinta. Según él, la película comienza a decaer tras los primeros 30 minutos. Rob Salem del Toronto Star calificó a la película con dos estrellas de cuatro, argumentando que era una producción predecible y anticuada. Al igual que Morris, Salem escribió que "aunque está ambientada en un hotel, 1408 no se puede comparar con El resplandor. Ni siquiera con la versión para televisión".
Durante su primer fin de semana, la película se posicionó en el segundo lugar de la taquilla, recaudando $20,6 millones en 2.678 salas de cine. Aunque recaudó menos que la película Evan Almighty, estrenada el mismo día, 1408 obtuvo una buena respuesta por parte del público. Mientras que 1408 tuvo un presupuesto de $25 millones. Evan Almighty fue producida con $175 millones, recaudando solamente $31,1 millones en su estreno. 1408 recaudó un total de $71,9 millones en Estados Unidos y Canadá. Sin embargo, su respuesta en Norteamérica no se repitió en los demás continentes, obteniendo $57,6 millones de un total de $129,6 millones hacia febrero de 2008.